# Szinszar
Szinszar (arab. شنشار) – miejscowość w Syrii, w muhafazie Hims. W 2004 roku liczyła 3118 mieszkańców.